# Mōri Motokiyo
Mōri Motokiyo est un nom japonais traditionnel ; le nom de famille (ou le nom d'école), Mōri, précède donc le prénom (ou le nom d'artiste).
Mōri Motokiyo (毛利 元清, 1551-21 août 1597) est le quatrième fils du célèbre Mōri Motonari de la fin de l'époque Sengoku du Japon féodal.

## Famille
- Père : Mōri Motonari (1497-1571)
- Frères :
  - Mōri Takamoto (1523-1563)
  - Kikkawa Motoharu (1530-1586)
  - Kobayakawa Takakage (1533-1597)
- Fils : Mōri Hidemoto (1579-1650)

## Source de la traduction
- (en) Cet article est partiellement ou en totalité issu de l’article de Wikipédia en anglais intitulé « Mōri Motokiyo » (voir la liste des auteurs).